# Pafnuty Lvovich Chebyshev
Pafnuty Lvovich Chebyshev (tiếng Nga: Пафну́тий Льво́вич Чебышёв, IPA: [pɐfˈnutʲɪj ˈlʲvovʲɪt͡ɕ t͡ɕɪbᵻˈʂof]) (sinh ngày 16 tháng 5 năm 1821 – mất ngày 8 tháng 12 năm 1894) là nhà toán học nổi tiếng người Nga và là người sáng tạo ra bất đẳng thức cộng Chebyshev.

## Các ấn phẩm
- Tchebychef, P. L. (1899), Markov, Andreĭ Andreevich; Sonin, N. (biên tập), Oeuvres, quyển I, New York: Commissionaires de l'Académie impériale des sciences, MR 0147353, Reprinted by Chelsea 1962
- Tchebychef, P. L. (1907), Markov, Andreĭ Andreevich; Sonin, N. (biên tập), Oeuvres, quyển II, New York: Commissionaires de l'Académie impériale des sciences, MR 0147353, Reprinted by Chelsea 1962